# Il viaggio meraviglioso di Nils Holgersson
Il viaggio meraviglioso di Nils Holgersson (in svedese: Nils Holgerssons underbara resa genom Sverige) è un romanzo per bambini, di tipo fiabesco, pubblicato nel 1906 dalla scrittrice svedese Selma Lagerlöf, che tre anni dopo sarebbe divenuta la prima donna a fregiarsi del Premio Nobel per la letteratura. Il libro fu ideato dall'autrice, insegnante elementare, come libro didattico di geografia da utilizzare nelle scuole; grazie alla fusione di fantasie popolari e realtà. Il risultato però andò ben oltre ed il libro divenne un classico della letteratura per l'infanzia.

## Trama
L'opera narra delle avventure di Nils Holgersson, un ragazzino svedese, che ha l'abitudine di tirare brutti scherzi agli animali. Dopo aver catturato un coboldo in un retino da farfalle, viene rimpicciolito da quest'ultimo e da quel momento inizia a comprendere il linguaggio animale. Trascinato via da una cordicella alla zampa di un'oca domestica chiamata Mårten (pronuncia svedese "Morten"), compie un viaggio sulla sua groppa, insieme allo stormo di oche selvatiche al quale Mårten si aggrega. Grazie a questa avventura Nils viene istruito sulla geografia e sui problemi sociali della Svezia; uno degli episodi più significativi è quello che riguarda la descrizione di una fabbrica di fiammiferi, luogo dove centinaia di bambine lavorano e si ammalano a causa delle pessime condizioni igieniche. Alcuni scrittori, tra cui Bianca Pitzorno, hanno ritenuto questo episodio un richiamo e forse un omaggio alla "Piccola Fiammiferaia" di Andersen.
Alla fine il bambino dimostra di aver imparato ad amare gli animali quando salva l'oca Mårten, destinata a finire in padella. Il coboldo gli restituisce dunque le dimensioni normali. L'oca domestica torna di buon grado assieme alle vecchie compagne nell'aia, mentre le oche selvatiche riprendono il loro viaggio verso sud e Nils le saluta per sempre; ma in lontananza ode, in risposta, solo uno starnazzare.

## Influenze culturali
In Scandinavia il libro è talmente celebre da dare il nome ad un treno, un aereo (a forma di oca) e parecchi ristoranti; inoltre la compagnia marittima tedesca TT Line, impegnata nei collegamenti tra Germania e Svezia, fin dal 1962 utilizza il nome Nils Holgersson per una delle sue navi in servizio tra Travemünde e Trelleborg; attualmente, siamo alla sesta generazione di navi Nils Holgersson. Nel 1981 ne è stato tratto un anime dal titolo Nils no fushigi na tabi, coproduzione nipponico-tedesca, trasmesso anche in Italia dalla Rai col titolo di Nils Holgersson.
Il racconto ebbe un'influenza cruciale anche su Konrad Lorenz, Nobel 1973 per Medicina e Fisiologia, come sarà lui stesso ad affermare durante la conferenza per la consegna del premio: «however, another important factor came in: Selma Lagerlöf's Nils Holgersson was read to me - I could not yet read at that time. From then on, I yearned to become a wild goose and, on realizing that this was impossible, I desperately wanted to have one and, when this also proved impossible, I settled for having domestic ducks». 
(«… tuttavia, un altro fattore importante è stato quando mi è stato letto il racconto Nils Holgersson di Selma Lagerlöf - non sapevo a quell'epoca ancora leggere. Da allora in poi, desiderai ardentemente di diventare un'oca selvatica e, rendendomi conto che questo era impossibile, ho voluto disperatamente averne una e solo quando questa cosa si è rivelata impossibile, io mi sono risolto per le anatre domestiche»).

## Adattamenti televisivi e cinematografici
Il romanzo è stato oggetto di più adattamenti per il cinema e la televisione, tra i quali:
- 1955: L'incantesimo dello gnomo (Заколдованный мальчик), film d'animazione sovietico diretto da Vladimir Polkovnikov e Aleksandra Snežko-Blockaja e realizzato presso lo studio Sojuzmul'tfil'm di Mosca.
- 1962: Le avventure di Nils Holgersson (Nils Holgerssons underbara Resa), film svedese live-action.
- 1980: Nils Holgersson (ニルス の ふしぎ な 旅?, Nirusu no fushigi na tabi), anime giapponese diretto da Hisayuki Toriumi.